# Horst Franz (MfS-Mitarbeiter)
Horst Franz (* 21. September 1933 in Braschen; † 22. September 2018) war ein Oberst und Hauptabteilungsleiter des Ministeriums für Staatssicherheit (MfS) in der DDR. Von 1985 bis zur Auflösung des MfS 1989/90 leitete er die für Terrorabwehr zuständige Hauptabteilung XXII (HA XXII).

## Leben
Horst Franz wurde 1933 in Braschen im Landkreis Crossen (Oder) geboren. Nach dem Besuch der Volksschule wurde er 1953 beim MfS in der Abteilung Personenschutz eingestellt. Später wechselte Franz zur Abteilung V (Staatsapparat, Kultur, Kirchen, Untergrund) der MfS-Bezirksverwaltung (BV) Cottbus. Von 1958 bis 1960 besuchte er einen Zweijahreslehrgang an der Hochschule des Ministeriums für Staatssicherheit (JHS) in Potsdam-Eiche. Ab 1960 war Franz stellvertretender Leiter der MfS-Kreisdienststelle (KD) Finsterwalde. 1965 wurde ihm die Leitung der KD Liebenwerda übertragen, ehe er 1970 zum Leiter der Abteilung VI (Passkontrolle, Terrorismus, Interhotels) der BV Cottbus ernannt wurde. Ein 1966 begonnenes Fernstudium an der JHS schloss Franz 1971 als Diplom-Jurist ab. Der Titel der gemeinsam mit Walter Schuster verfassten Arbeit lautete „Die operative Kontrolle bei Personen, die aus privaten Gründen zum Zwecke von Verwandtenbesuchen aus der BRD, anderen nichtsozialistischen Staaten und Westberlin in die DDR einreisen, durch Zusammenwirken der Abteilung VI und der Kreisdienststelle“.
1978 wurde Franz zum Stellvertreter des Leiters der Abteilung XXII (Terrorabwehr) in der MfS-Zentrale in Berlin ernannt. Die Abteilung XXII war zuständig für die Aufdeckung und Verhinderung von Gewaltakten gegen die DDR sowie für die Beobachtung des internationalen Terrorismus. Vereinzelt unterstützte das MfS jedoch auch Terrorgruppen, sofern sich diese ausschließlich gegen den Westen richteten und ein Bekanntwerden der Unterstützung nicht zu befürchten war. Eine juristische Verfolgung Franz’ nach 1990 wegen der Unterstützung der RAF stellte das Berliner Landgericht jedoch ein, da diese bereits in ähnlichen Fällen gescheitert war und Franz zudem als verhandlungsunfähig galt.
Zum 1. Januar 1985 übernahm er die Leitung der Abteilung (nach Vereinigung mit Abteilung XXIII ab 1989 HA) XXII von Harry Dahl. 1986 promovierte er an der JHS mit einer Kollektivdissertation zum Thema „Die Arbeit im und nach dem Operationsgebiet zur Abwendung von Angriffen und Gefahren des von Organisationen, Gruppen und Einzelkräften praktizierten Terrorismus“.
Im Zuge der Wende und friedlichen Revolution in der DDR wurde Horst Franz im Januar 1990 entlassen. 2001 unterzeichnete er zusammen mit 22 weiteren ehemaligen hochrangigen MfS-Offizieren einen offenen Brief in der jungen Welt, in dem sie die „Hexenjagd“ auf ehemalige Mitarbeiter der Staatssicherheit anprangerten.
Franz starb einen Tag nach seinem 85. Geburtstag.